# 余浩邦
余浩邦（Yu Ho Pong，1989年8月19日—），生於香港，是一名職業足球員，司職前鋒，現時效力於香港甲組足球聯賽球隊宏大。
朗尼自中學已經在足球界和學界比賽薄有名氣，曾入選香港代表隊，之後更走上職業足球員之路。成為元朗巨星。

## 球員生涯
余浩邦中學時代，由2001年-2006年就讀於順德聯誼總會翁祐中學。14歲便入選香港青年軍，青年軍時代，效力於香港09。
2006年，余浩邦以17歲之齡加盟香港08，首度於甲組聯賽亮相。
2007-08年度球季，轉投重返甲組聯賽角逐的老牌球會東方。於2009年3月，余浩邦首次入選香港足球代表隊，不過未有獲派上陣。
2009年夏天，東方宣布退出甲組聯賽，自動降落丙組，作賽，余浩邦遂轉投另一支甲組聯賽球隊愉園。
2010年1月，由於愉園拖欠薪金，部分球員缺席操練，並向球會主席貝鈞奇求助，余浩邦更因此離隊。最終愉園於2009-10年度球季，在甲組聯賽位列包尾，護級失敗降班。
余浩邦於2010年加盟晨曦。由於缺乏上陣機會，余浩邦遂於2012-13年度球季，轉投香港乙組足球聯賽球隊元朗，並協助球隊成功升上甲組。

## 外部連結
- 香港足球總會網頁註冊球員資料 （页面存档备份，存于）
- 元朗足球隊官方網頁